# Protectorado español de Marruecos
El protectorado español de Marruecos (en árabe: حماية إسبانيا في المغرب, Himāyat Isbāniyā fi-l-Magrib), comúnmente denominado Marruecos español, fue el dominio ejercido por España sobre algunas partes del Imperio jerifiano entre 1912 y 1956. Fue establecido por encomienda de Francia tras el acuerdo franco-español de 27 de noviembre de 1912, a continuación del acuerdo franco-marroquí de 30 de marzo de 1912, que estableció el protectorado francés.
Con capital en Tetuán, el protectorado consistía en dos territorios del actual Marruecos, geográficamente separados por el protectorado francés:
- La zona norte, que incluía las regiones del Rif y Yebala, tenía frontera en el norte con las ciudades de Ceuta y Melilla, las plazas de soberanía (que no formaban parte del protectorado al ser de iure territorio español) y con la Zona Internacional de Tánger. Al sur y al este, con el protectorado francés.
- La zona sur, también conocida como Cabo Juby, lindando al sur con el Sahara español, al norte con el protectorado francés, con el río Draa como frontera, y al este con la Argelia francesa.

## Antecedentes

### Las plazas fuertes de África
Los orígenes remotos del protectorado podrían hallarse en los intentos españoles (de origen castellano) y portugueses de expansión en el norte de África.[cita requerida] Durante la segunda mitad del siglo XV y primera del XVI, Castilla controlaría sucesivamente los territorios comprendidos como Melilla (1497), Cazaza y Mazalquivir (1505), el peñón de Vélez de la Gomera (1508), Orán (1509), el peñón de Argel, Bugía y Trípoli (1510), Bona, Bizerta, Túnez y La Goleta (1535), en tanto que Portugal centraba su expansión en el litoral atlántico, tomando Ceuta (1415), Tánger (1471), Mazagán (1502), Mogador (1516), Agadir (1505). No obstante, la mayor parte de las plazas fueron perdidas durante el mismo siglo XVI, de forma que a la asunción de la Corona portuguesa por parte de Felipe II, las únicas plazas en manos de los reyes hispánicos eran Melilla, el Peñón de Vélez de la Gomera, Orán-Mazalquivir (por el lado hispano) y Ceuta, Tánger y Mazagán (por el portugués).
Aunque durante el reinado de Felipe III se conquistaron también Larache (1610) y La Mamora (1614), el ascenso de la dinastía alauí significó la conquista de la mayor parte de las plazas en manos de países occidentales. A la muerte del sultán Ismaíl (1672-1727), solo Mazagán (Portugal) hasta 1769 y Ceuta (que había preferido seguir al lado de los reyes españoles en 1640, cuando Portugal se independizó), Melilla, las islas Alhucemas (ocupadas en 1673) y el peñón de Vélez de la Gomera, en manos españolas, escapaban de su dominio. De esta forma, solo Ceuta, Melilla, las islas Alhucemas y el peñón de Vélez de la Gomera seguían en manos españolas al inicio del siglo XIX.
Las plazas habían conservado siempre un carácter de presidios, cuya ampliación había sido una constante durante el siglo XVIII. En 1774, el sultán Sidi Mohámed atacó Melilla, la cual estuvo sometida a un asedio que duró tres meses. Sin embargo, el asedio fue infructuoso y el sultán de Marruecos decidió adoptar una política amistosa hacia España.

### La guerra de África

La batalla de Tetuán, de Mariano Fortuny.

Ya en el siglo XIX, la debilidad del sultanato marroquí lleva a una progresiva intervención de países occidentales en sus asuntos internos, notablemente Francia, Reino Unido y España. En el caso español, un ataque sobre Ceuta llevado a cabo por algunas tribus limítrofes (las tribus de Anyera), hace que España ataque a las fuerzas marroquíes desarrollando unas operaciones militares de cierta envergadura que desembocan en la batalla de Los Castillejos, la toma de Tetuán (1860) y la firma de los tratados de 1860 (Tratado de Paz y de Amistad entre España y Marruecos o de Wad-Ras) y 1861. Mediante estos tratados:
- Se amplían los límites de Ceuta y Melilla.
- Se concede a España un territorio en Santa Cruz de la Mar Pequeña (lo que sería luego Sidi Ifni)[2][3] que permita instalar un establecimiento pesquero.
- Se obliga al sultán de Marruecos a pagar una indemnización de 100 millones de francos-oro, garantizados por la ocupación de Tetuán.
- Marruecos se compromete a la firma de un tratado comercial y a facilitar el establecimiento diplomático español en Fez.

Aunque el pago de la indemnización creó enormes dificultades financieras a Marruecos, la indemnización fue finalmente pagada, por lo que Tetuán fue devuelta el 2 de mayo de 1862.
Por estas fechas, Marruecos se había convertido definitivamente en una encrucijada de los intereses europeos: Reino Unido, muy sensible a cualquier amenaza a su ruta imperial hacia la India, recelaba de la presencia francesa en el norte de África. Francia, dueña ya de Argelia y poco después de Túnez, desea consolidar su dominio sobre el norte de África, al tiempo que velaba por la seguridad de Argelia, pronto dividida en tres departamentos franceses. España, por su parte, buscaba asegurar sus presidios norteafricanos al tiempo que impedir ser ahogada por otros países (notablemente Francia). También buscaba una alternativa a los imperios coloniales perdidos en América. Finalmente, Alemania intervendría en Marruecos buscando atizar las divergencias entre Reino Unido y Francia. Son precisamente las apetencias alemanas las que fuerzan a Francia y Reino Unido a llegar a un acuerdo, de forma que en 1890, Reino Unido decide dejar manos libres en Marruecos a Francia (la cual hace lo propio con Egipto en favor de aquella).

### El camino hacia el Protectorado

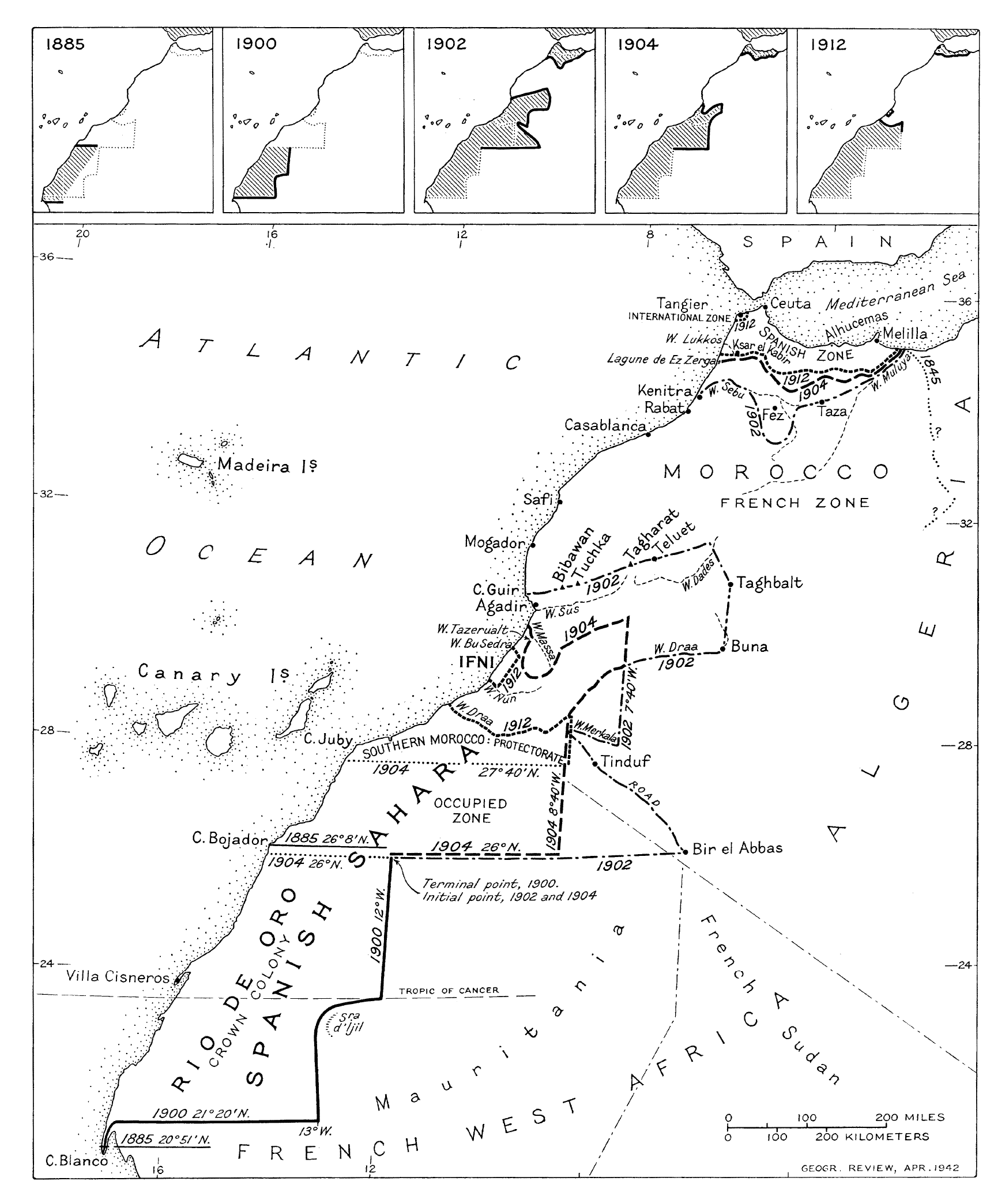
Mapa en inglés que muestra la evolución territorial española en Marruecos y el Sáhara Occidental entre 1885 y 1912.

#### Las guerras de Melilla
Tras los tratados firmados entre el sultán de Marruecos y el gobierno español en los años 1870, las relaciones con España fueron de paz relativa, con el propósito de mantener el statu quo. Sin embargo, la paz se vería perturbada por la crisis de Melilla, que comenzó en 1890 y siguió durante los tres años siguientes. Durante esos años, los choques entre las tropas españolas estacionadas en Melilla y las cabilas rifeñas limítrofes habían ido incrementándose, hasta culminar en el ataque a la ciudad durante los días 27 y 28 de octubre de 1893, en el que murió el general Margallo, gobernador militar de Melilla. El gobierno español destaca tropas a Melilla al mando del general Martínez Campos. Ante la posibilidad de una guerra, el sultán Hassan I destaca a su hermano, con fuertes efectivos, el cual logra reducir la rebelión rifeña. Estos hechos se conocen como la guerra de Margallo o Primera Guerra del Rif.
A estos enfrentamientos siguió un nuevo periodo de paz relativa, que habría de cambiar tras la pérdida de las últimas colonias en el Caribe y el Pacífico en 1898. A partir de entonces, la política exterior de España se centra en el norte de África. Además España procura salir de su aislamiento internacional e intenta participar en las nuevas políticas de alianzas que se dan en Europa a comienzos del siglo XX. Desde 1898 España intentó establecer acuerdos con Francia, Inglaterra o ambos a la vez, pero fueron dificultados por los continuos cambios de gobierno.

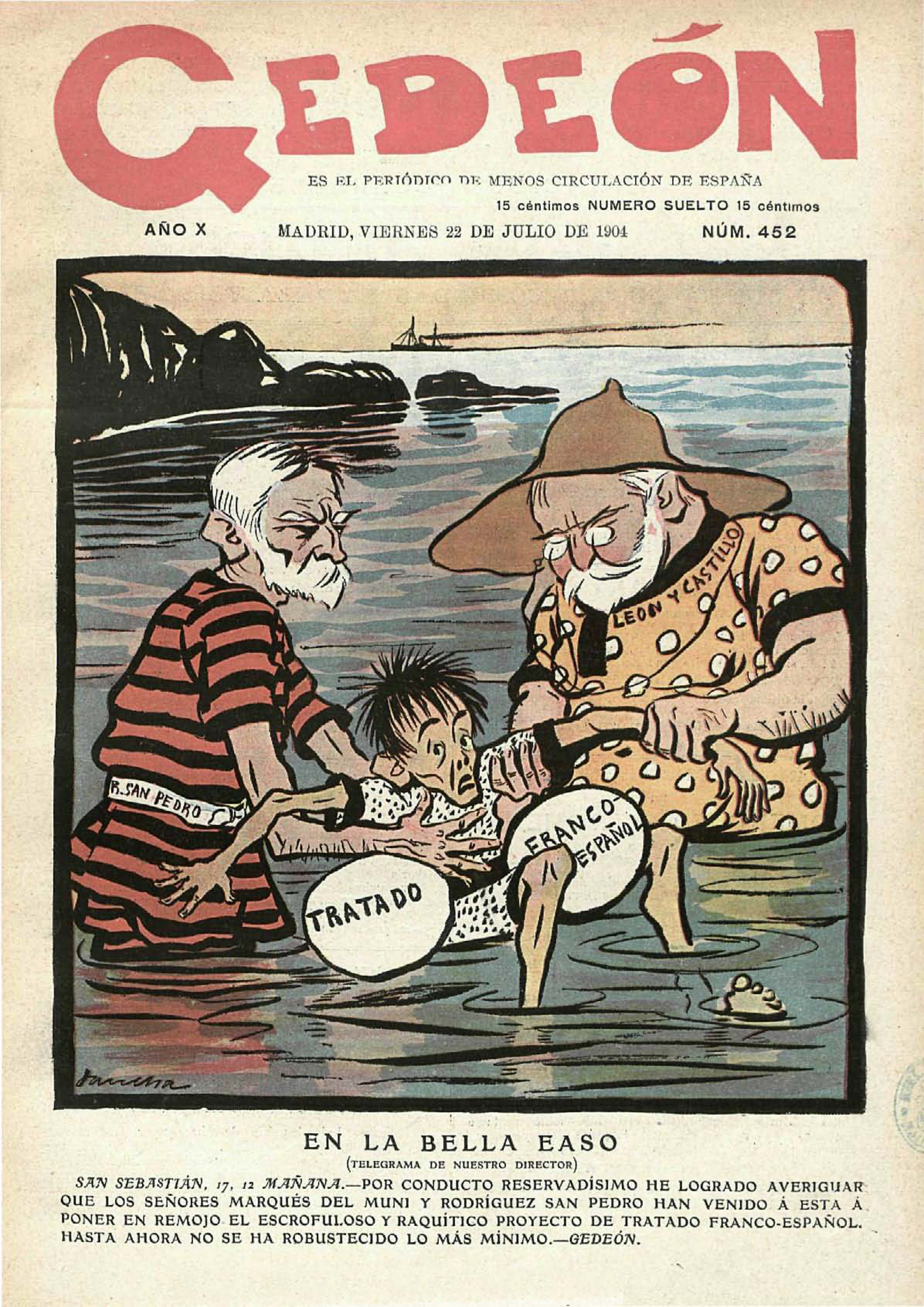
Caricatura en prensa aludiendo al tratado francoespañol (Gedeón, 1904).

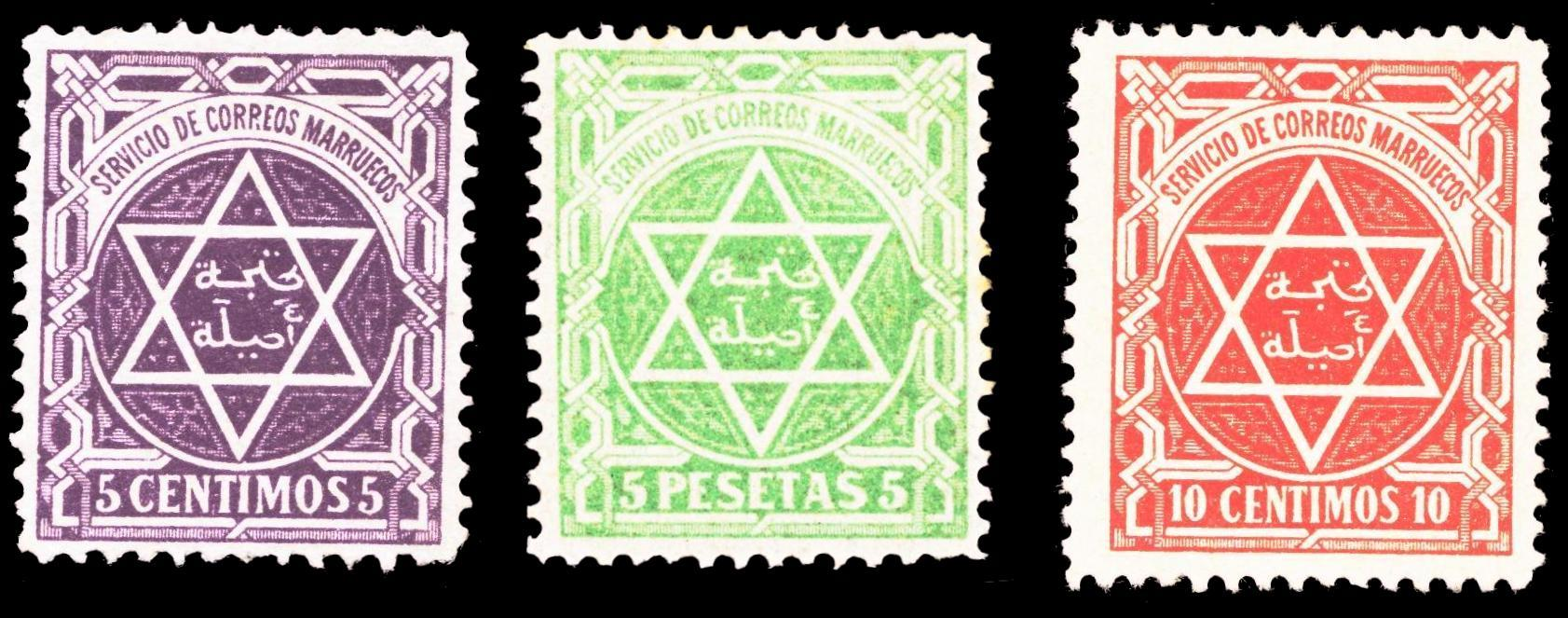
Sellos de correos del Protectorado español de Marruecos.

España fue acercando posiciones con Francia, que estaba interesada en dominar Marruecos para unificar el norte de África bajo dominio francés. Ya en 1902 ofreció a España el reparto de Marruecos en dos zonas de influencia. Daba a España una zona al norte, entre el río Sebú hasta la frontera de Marruecos con Argelia y que incluiría ciudades como Fez y Taza y zonas con un gran potencial agrícola, y otra al sur, en torno al antiguo establecimiento de Santa Cruz de la Mar Pequeña cuyo límite norte sería el río Sus hasta el límite con Argelia. El gobierno español no aceptó entonces, reclamando que Inglaterra fuera informada para evitar su hostilidad. España intentó un nuevo acuerdo al año siguiente, pero ya no interesaba a Francia, que había iniciado un acercamiento a Inglaterra. En estos momentos España era partidaria de mantener el statu quo en la zona, pero en 1904 una declaración conjunta franco-británica dejaba sin efecto esa política, pasando a la idea de penetración pacífica en ausencia de un gobierno estable o la existencia de un gobierno hostil. Ese mismo año se firma el Convenio hispano-francés de 1904 sobre Marruecos. España no tenía intereses coloniales en Marruecos, entendía la cuestión como una necesidad de defensa nacional, y veía con malos ojos que una potencia como Francia fuera frontera tanto al norte como al sur, pero al dejar pasar la oportunidad de 1902 en 1904 vio reducida drásticamente su zona de influencia, mucho más al norte, sin una hidrografía adecuada para una buena agricultura, no como en el sur, bañada por las aguas del Sebú y también sin grandes carreteras y centros urbanos.

#### Las conferencias de Algeciras
La nueva situación internacional suponía la marginación de Alemania. En respuesta a esa situación y con la excusa de las crecientes presiones francesas sobre el gobierno marroquí, el káiser desembarcó en Tánger en 1905, reclamando la independencia del sultán. Para evitar una guerra, se convocó una Conferencia internacional para hablar sobre Marruecos. En 1906 se celebró la Conferencia de Algeciras (15 de enero-7 de abril), la cual, aunque afirmando respetar la independencia marroquí, significaría de hecho su fin. En la conferencia se vieron frustrados los intentos alemanes por participar en el reparto de Marruecos, pero se acordó el derecho de todos los países de lograr acuerdos económicos con Marruecos. Además, se aceptaba el reparto del país en zonas de influencia entre Francia y España, y el derecho de éstas a intervenir en ellas, si el sultán no era capaz de mantener el orden. Tras los desórdenes de Casablanca (1907), se comienza la ocupación de las diferentes zonas de influencia. Finalmente, Francia y España aceptan retirar sus tropas tras diversos episodios bélicos. 
En el caso de España, hay que destacar la denominada guerra de Melilla de 1909, en la que las tropas españolas sufren un grave revés militar en el Monte Gurugú y en el barranco del Lobo (enderezado a duras penas) con graves repercusiones en la política interior española (Semana Trágica). El resultado sería finalmente la ampliación de la zona de influencia melillense por la cuenca del río Kert hasta Zeluán y Nador (tras la campaña del Kert de 1911-1912), por una parte, y hasta el Cabo Tres Forcas por la parte opuesta.
En 1911 Marruecos estaba en completa anarquía. De acuerdo con lo previsto en la Conferencia de Algeciras, el sultán pidió ayuda a Francia. Las tropas francesas ocuparon la capital de Marruecos, Fez. España ocupó Larache y Alcazarquivir. Alemania envió un cañonero a Agadir. Esto dio lugar al acuerdo franco-alemán por el que Alemania renunciaba a Marruecos, y aceptaba el Protectorado francés a cambio de una cesión de territorios en el África Ecuatorial.

## Historia

### Establecimiento del Protectorado

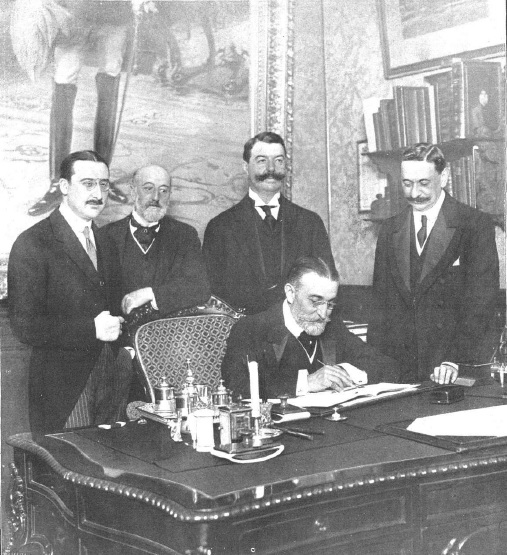
Momento de la firma del Tratado por el que se creaba el Protectorado español.

Mapa de 1914 donde se muestra el reparto de África, realizado por las potencias europeas colonizadoras, acelerado tras la Conferencia de Berlín de 1885.

Las continuas injerencias franco-españolas hacen insostenible la posición del sultán, el cual, en marzo de 1912 firma el Tratado de Fez con Francia, por el que se establece formalmente el protectorado. Mediante el Tratado Hispano-Francés firmado el 27 de noviembre de ese mismo año, Francia reconoció a España un territorio de la zona norte y otro de la zona sur de Marruecos, por el que se establece el protectorado español, con capital en Tetuán. Se establecían los límites entre las zonas francesa y española al norte del río Uarga. En el sur el límite es el río Draa. Mediante el Real decreto de 27 de febrero de 1913 se estableció su organización.
En febrero de 1913 comenzó la ocupación formal del territorio con la ocupación pacífica de Tetuán por parte del general español Felipe Alfau Mendoza. Posteriormente, llegó el primer jalifa o representante del sultán de la zona, Muley Mohammed Mehedi Uld Ben Ismael, sustituido por su hijo Muley El Hassan Ben El Mehdi en 1923. La prensa del día siguiente tituló: «La bandera de España tremola al viento sobre la Alcazaba de Tetuán como 53 años ha», recordando así la primera entrada realizada en 1860 por el general Prim.
La primera visita del ministro Rafael Gasset junto con ingenieros agrícolas como José Vicente-Arche determinó la puesta en cultivo mediante técnicas modernas de parcelas arrendadas o vendidas, propiedad del Estado español y del Majzen, que de esta manera lograban la mejora de las condiciones de vida de la población. Las zonas agrícolas más importantes fueron la vega del Lucus (Larache y Alcazarquivir) y los llanos de Monte Arruit, Zeluán y Tistutín. Las compañías más importantes del sector fueron la Compañía Agrícola del Lucus y la Compañía Española de Colonización.
En 1927 la Compañía Franco-Española del Ferrocarril de Tánger a Fez finalizó la construcción de una línea ferroviaria que unía ambas ciudades, la cual atravesaba también el Protectorado español y lo unía con la zona francesa. La propiedad de la compañía estaba compuesta en un 40 % por capital español.

### La guerra del Rif
La resistencia de los marroquíes a la ocupación exigió el envío de refuerzos. En 1913, estaban destinados allí 50 000 soldados españoles. No obstante, el comienzo de la Primera Guerra Mundial fue determinante para que España, neutral en dicho conflicto, cesase en su intención de ocupar más territorios para no provocar la reacción armada de otras potencias europeas.

Extensión de la República del Rif hacia 1924, a expensas de los territorios del Protectorado español.

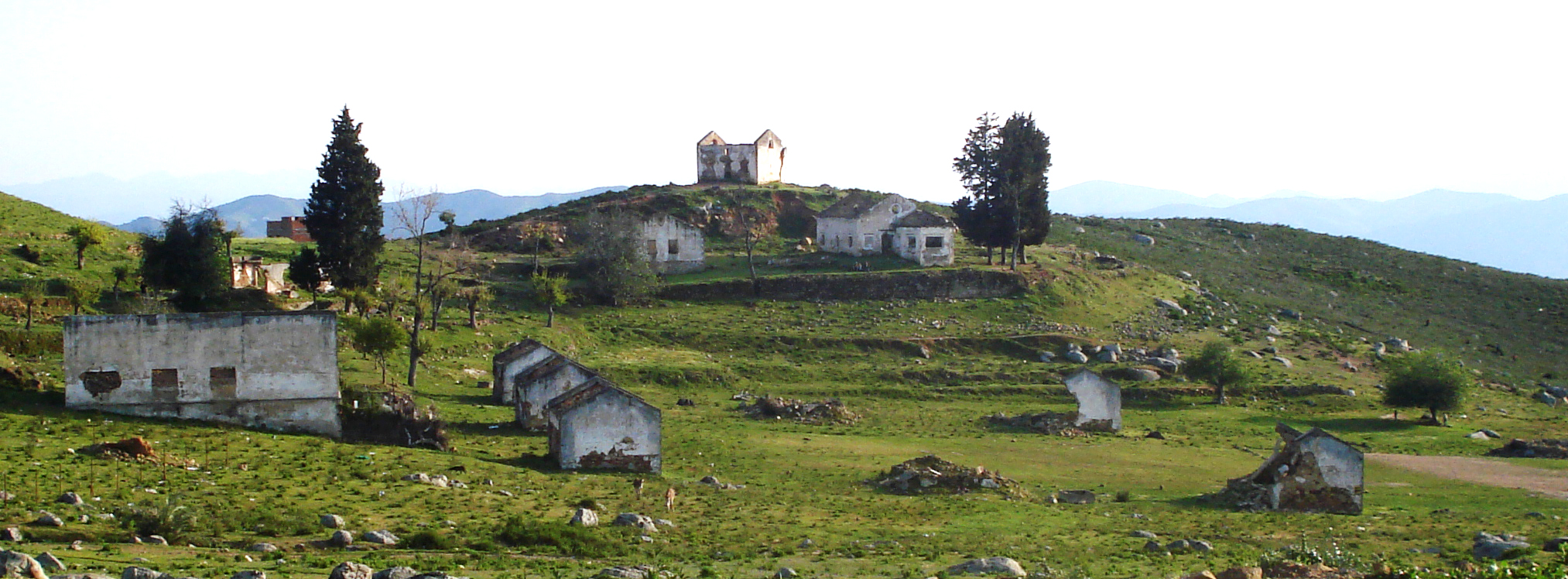
Ruinas de una base militar española en Tanaqob.

Terminada la guerra, se reanudan las operaciones militares que llevan en 1919 al Alto comisario del momento, general Dámaso Berenguer, a establecer la paz en Anyera, El Haus y Wad Ras. En 1920 se toman las alturas del Gorges y Ben Karrich y en septiembre, tras una larga marcha, las alturas de Beni Hasan y Xauen. Todo parecía indicar que la pacificación definitiva llegaría al Protectorado, sobre todo con la expedición del General Silvestre hacia el interior del Rif, hasta llegar a Annual. Pero la realidad era bien distinta, porque un gran número de tribus rifeñas no estaban acatando la autoridad española. Bajo el mando de Abd el-Krim, un cadí rifeño educado en España, estos pasaron al ataque y destrozaron las líneas defensivas españolas, provocando una desbandada entre los bisoños soldados españoles. En unos días, todo el Ejército español del Marruecos oriental había sido aniquilado y Melilla se hallaba bajo el asedio de las huestes rifeñas. Abd el-Krim aprovechó las consecuencias de su gigantesco triunfo y creó una República independiente al estilo occidental y muy moderna para la época, la República del Rif. Tras el desastre de Annual (julio de 1921) ante las cábilas de Abd el-Krim, en la España peninsular se abrió el camino hacia la dictadura de Primo de Rivera. Sería, no obstante, el dictador el que organizaría en 1925 el desembarco de Alhucemas que con ayuda francesa supondría el fin de las guerras de Marruecos y el inicio de lo que se conoce como "pacificación definitiva de la zona y su articulación administrativa". 

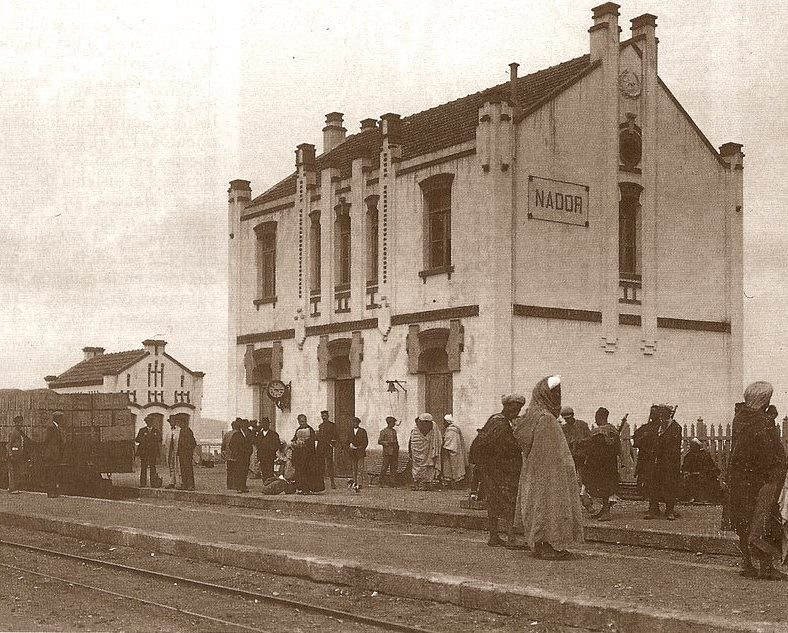
La red de ferrocarriles del protectorado se inició con la construcción del puerto de Melilla y las líneas para las concesiones mineras de la zona (CEMR).

Durante la guerra del Rif, (concretamente, entre 1923-1927) fuerzas combinadas franco-españolas arrojaron bombas de gas mostaza sobre los rebeldes bereberes. Unos 100 000 soldados españoles y 325 000 franceses acabaron siendo necesarios para completar el control del territorio, hasta su total "pacificación" en 1927.

### La II República y la guerra civil española

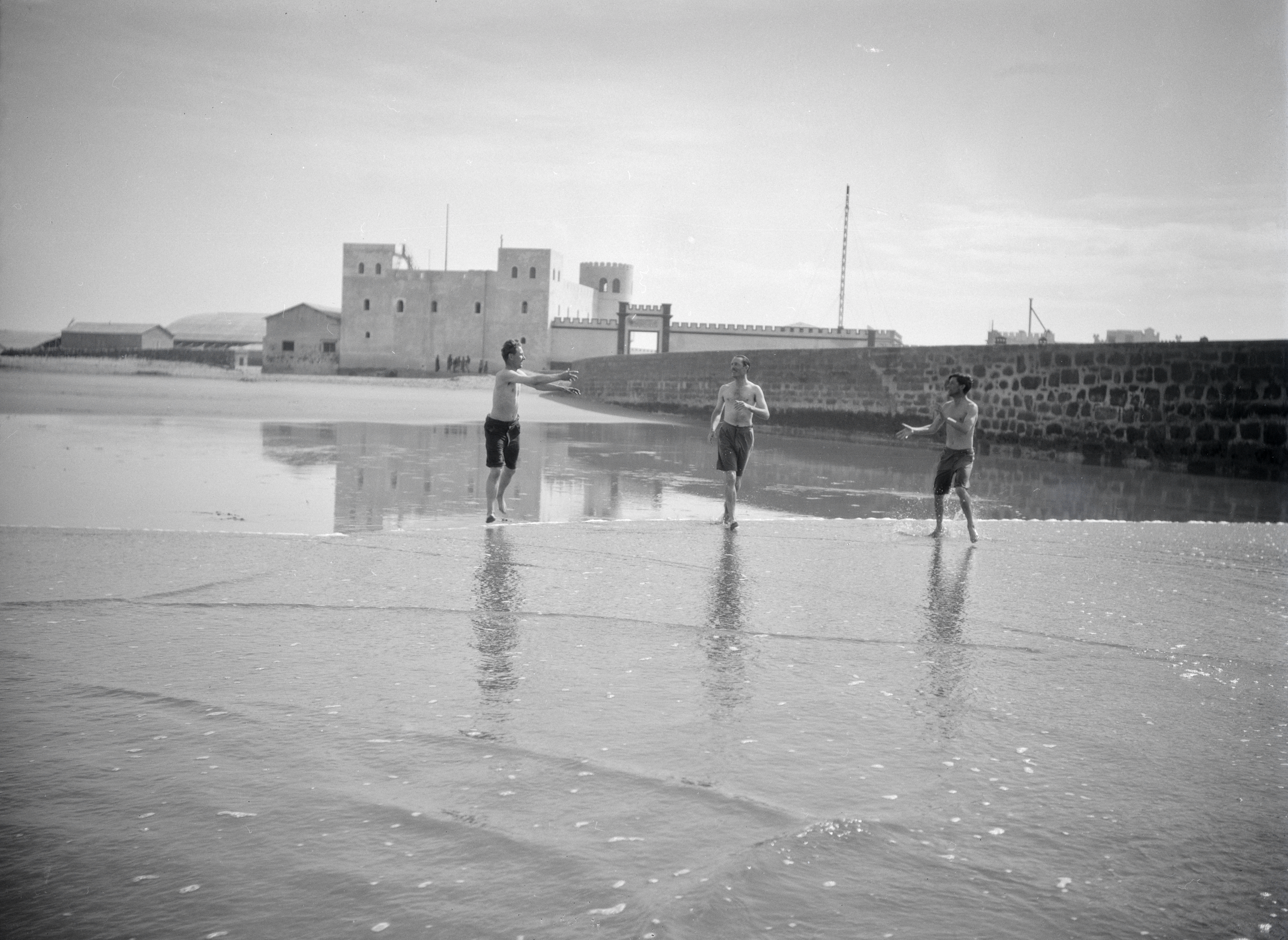
Compañeros de viaje de Walter Mittelholzer jugando a la pelota en la playa de Cabo Juby, imagen entre 1930 y 1931.

El 1 de mayo de 1931 los obreros marroquíes se manifiestan pidiendo la igualdad con los españoles, y 800 notables marroquíes envían una carta al presidente Niceto Alcalá-Zamora pidiéndole la igualdad en todos los aspectos con los españoles. Sin embargo, la II República solo trajo dos cambios: se concedió la nacionalidad española a los judíos, y el 5 de abril de 1934 se ocupó Ifni. En 1933 se concluyó el sinuoso tramo central de la trasversal carretera Tetuán-Melilla que discurre por el territorio del Rif, parte de los más de 2.400 km de carreteras que se construyeron durante la época española y en los que llegaron a trabajar los ingenieros José Eugenio Ribera, introductor del hormigón en el protectorado, y un joven Eduardo Torroja y Miret.
En julio de 1936, España disponía en Marruecos de un ejército de 34 000 hombres, incluidos los nativos. El 17 de julio de 1936 se inicia en Melilla la sublevación militar que se extiende al resto del protectorado. El día 19 llega a Tetuán el general Franco por vía aérea desde las islas Canarias, para hacerse cargo del ejército de África, cuyo paso al territorio metropolitano sería clave en el desarrollo de la sublevación y consecuente Guerra Civil.

### El régimen de Franco

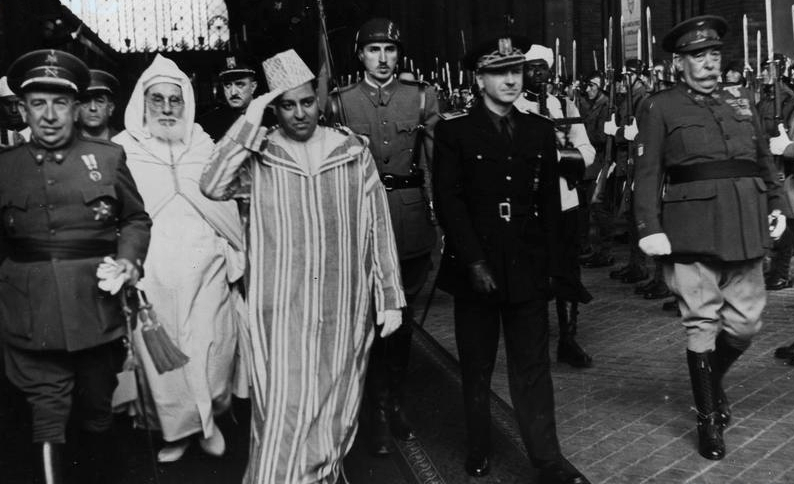
Jalifa Mulay Hassan el Mehdi en la estación de Atocha (1942), junto a Luis Orgaz Yoldi, Alto Comisario de Maruecos, Serrano Suñer y Andrés Saliquet.

El régimen franquista aprovechó la caída de Francia en 1940 para ocupar la Zona Internacional de Tánger. En noviembre de 1940, este territorio fue anexionado al Marruecos español. La ocupación duraría hasta el final de la II Guerra Mundial, en 1945.

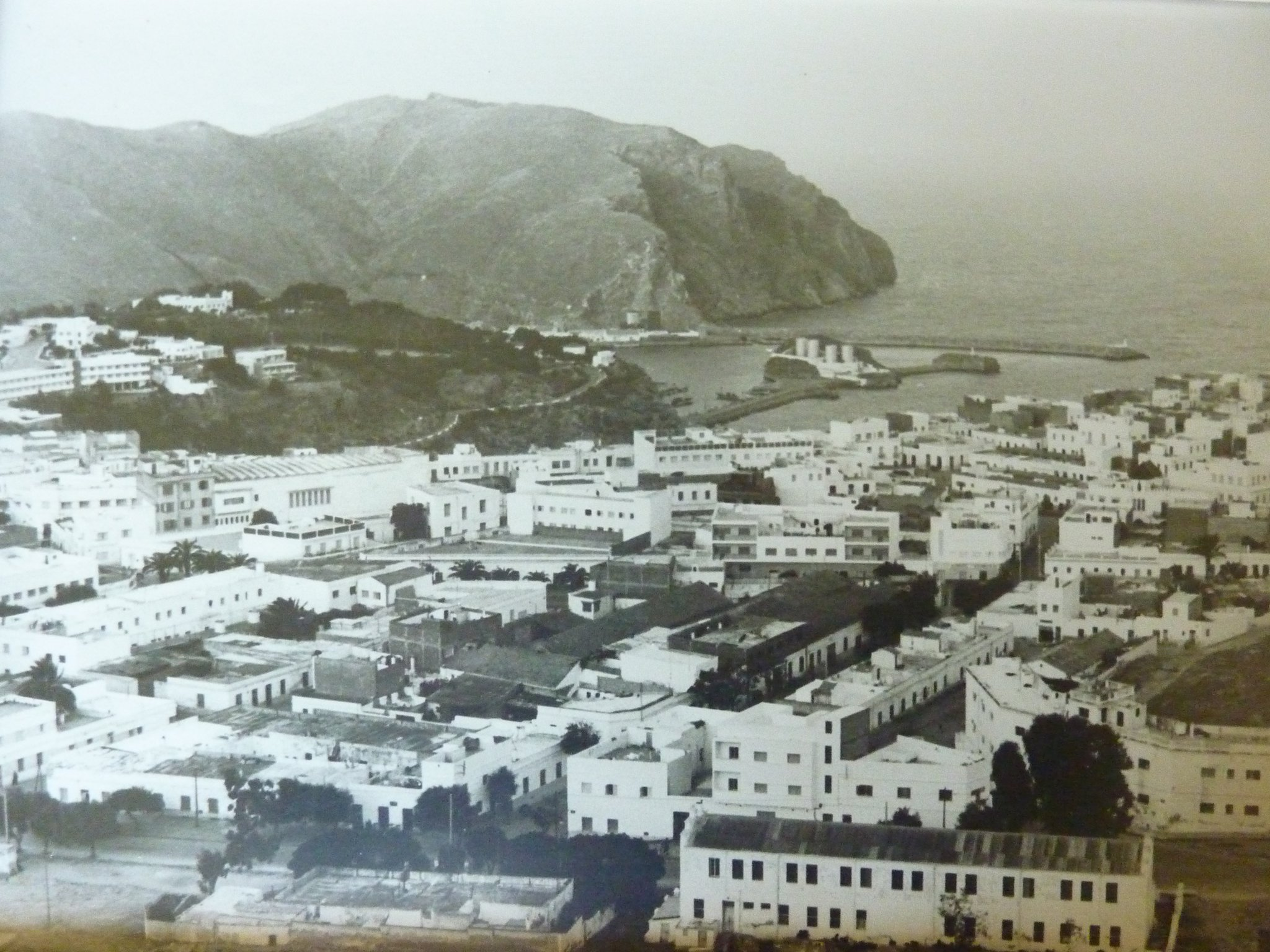
Villa Sanjurjo, actual Alhucemas, fundada en 1925. Puerto inaugurado por Alfonso XIII en 1927.Foto años 50.

Con el desembarco aliado en el Marruecos francés en 1942, los marroquíes fundaron partidos políticos en todo Marruecos. En el Protectorado español surgieron el Reformista y el Unionista, que rápidamente se fusionaron en el Partido Reformista y publicaron un manifiesto pidiendo la independencia. Ambos partidos fueron respaldados por Ahmed Belbachir Haskouri, mano derecha del Jalifa, e inicialmente serían tolerados por las autoridades españolas. Entretanto, el sultán de Marruecos Mohamed V rehusó por primera vez en 1944 las decisiones del residente francés (principal representante del gobierno). Este gesto era un síntoma de la creciente agitación nacionalista en contra del dominio extranjero. En 1946 el Partido Reformista reclama que los marroquíes puedan explotar las riquezas de su país en empresas mixtas con los españoles, al estilo de lo que ya se permitía en el Marruecos francés.

En 1948 los partidos nacionalistas marroquíes forman un Frente Nacional con el objetivo de lograr la independencia. En repetidas ocasiones, el sultán señaló que él deseaba lo mismo. Por ello, en 1952 Francia depuso al sultán y lo desterró sustituyéndolo por otro. España mostró su descontento por no haber sido informada previamente: en 1954 Franco declara que el Protectorado español permanecerá bajo la soberanía del jalifa, nombrado por el sultán, ya que el cese de este exige el consentimiento previo español. En 1955, Thami El Glaoui y las autoridades francesas en Marruecos respaldadas por Rafael García Valiño querían ofrecer provisionalmente el trono de Marruecos entero al jalifa. Ahmed Belbachir Haskouri se opuso a la idea ya que los franceses estaban perdiendo la guerra en contra de la resistencia. Esto hizo que la situación en el Marruecos francés fuese deteriorándose, lo que llevó a los franceses a permitir el regreso del sultán en 1955. Un año después, el 2 de marzo de 1956, Mohammed V consiguió el reconocimiento de la independencia de su país por parte de Francia. El 7 de abril de 1956 el gobierno español bajo el régimen de Franco, a pesar de las protestas formuladas por el Ejército (entre otros por el general García Valiño, alto comisario) hace lo propio reconociendo la independencia marroquí. Finalizaban de esta forma los protectorados ejercidos por Francia y España, respectivamente, sobre Marruecos. La zona sur (Cabo Juby) no pasó a soberanía marroquí hasta 1958, en tanto que Ifni, que se había convertido en provincia española ese mismo año, hizo lo propio once años más tarde, siguiendo las resoluciones de Naciones Unidas. 
En 1956 había 91 000 españoles residiendo en protectorado. Además, residían en torno a 26 000 españoles en el protectorado francés y 21 000 en la Zona Internacional de Tánger. Muchas las familias españolas y marroquíes relacionadas con la Administración española del protectorado español de Marruecos trasladaron su residencia a Ceuta o Melilla por la independencia de Marruecos y el fin del protectorado español. Puesto que las ciudades de Ceuta y Melilla y los Peñones o Plazas de Soberanía no habían sido parte del Protectorado, ya que eran parte de España desde antes del establecimiento de éste, no se cedieron a Marruecos. España y Marruecos organizaron un plan de repliegue del Ejército Español que terminó el 31 de agosto de 1961.

## Organización administrativa

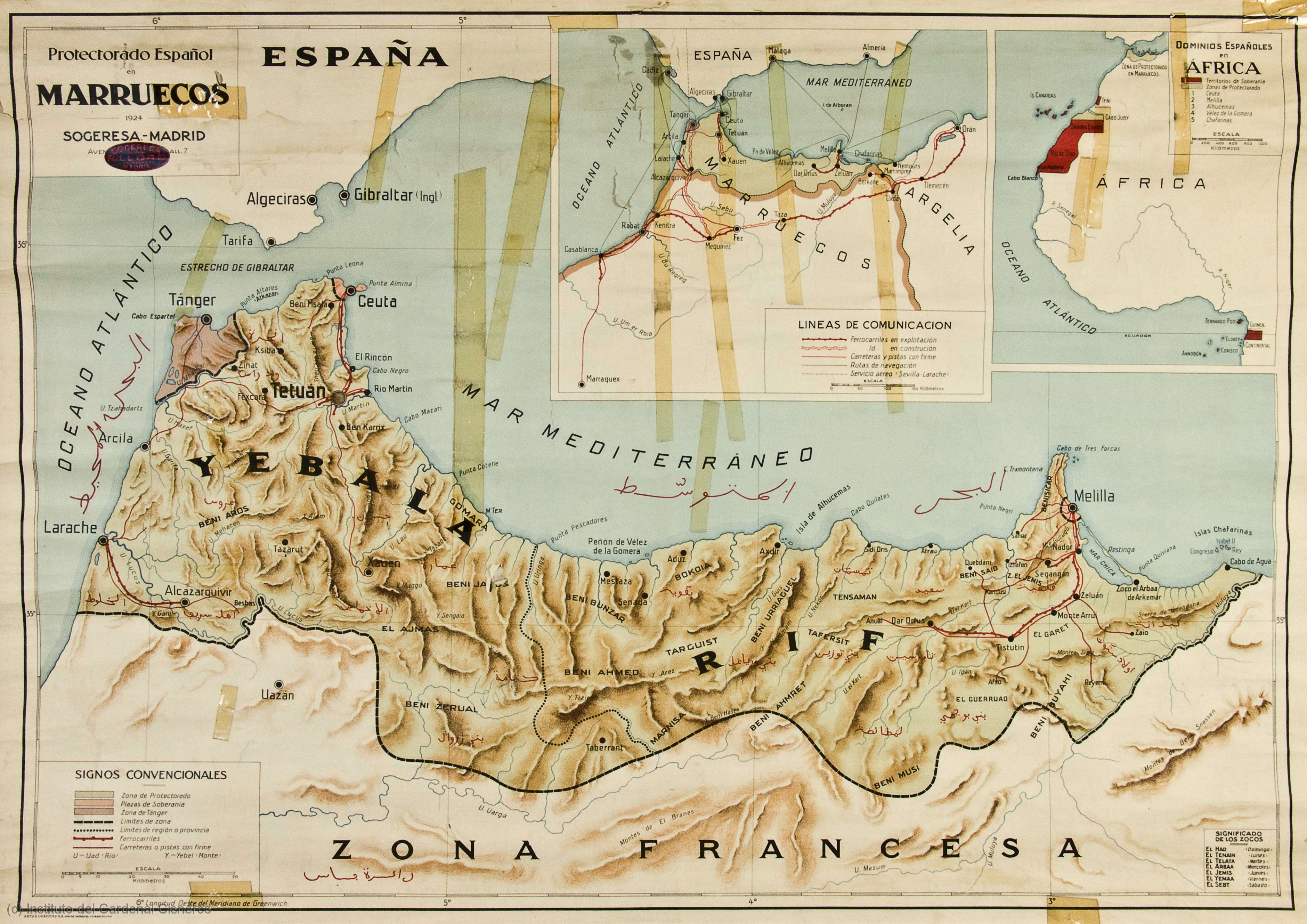
Mapa de 1924 del Protectorado Español en Marruecos y otros territorios españoles en África.

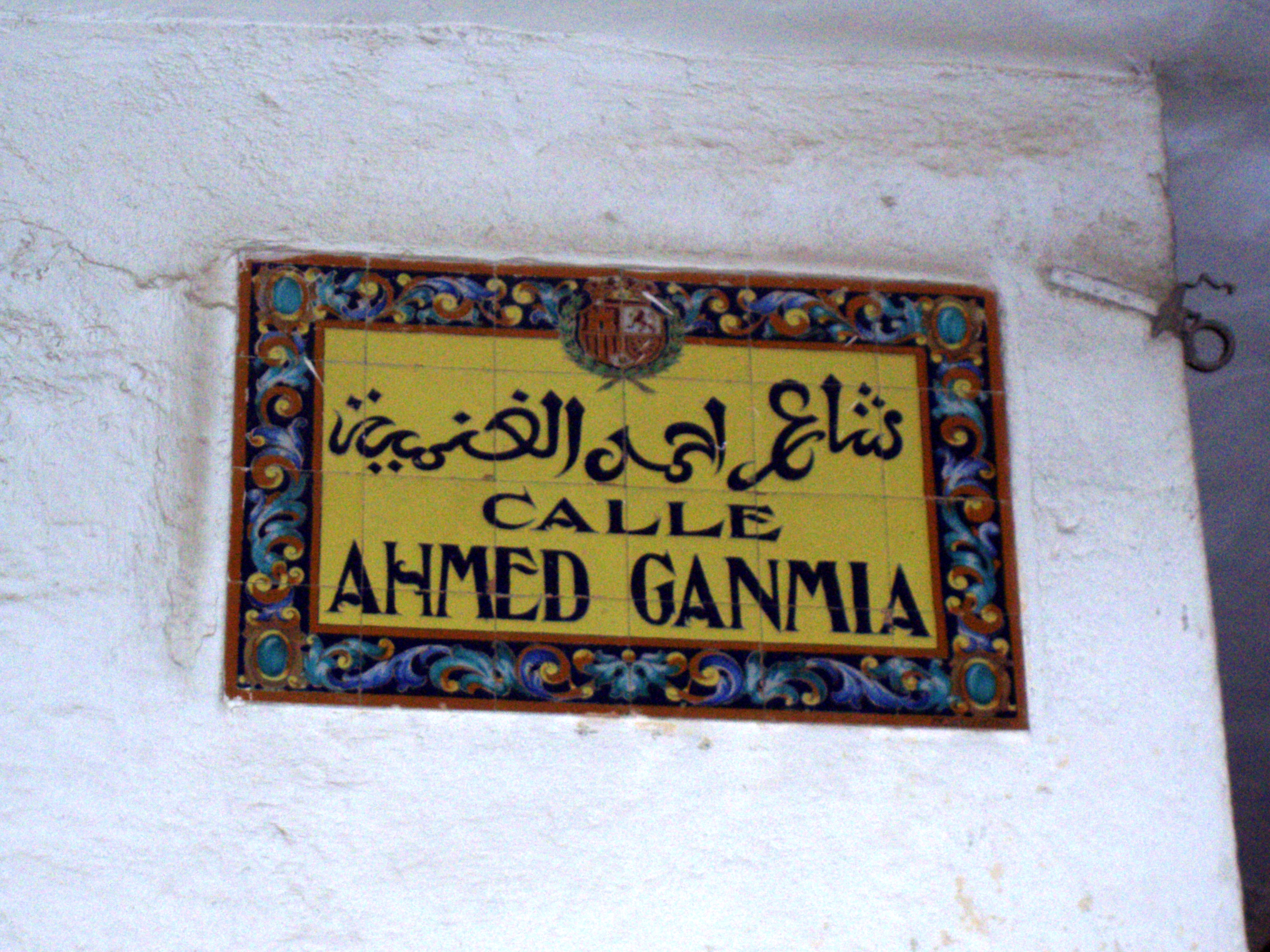
Placa colonial en una calle de Tetuán con el nombre del gran visir Ahmed Ganmia, que fue el primer marroquí condecorado con la Cruz Laureada de San Fernando. Se puede apreciar el escudo español. La calle ha conservado el nombre que le dio la administración española.

### El gobierno marroquí
El régimen administrativo del Protectorado se deriva del concepto mismo de protectorado, existiendo una dualidad formal de autoridades. Por una parte, existe una administración marroquí, al frente de la cual se encontraba el jalifa, el cual ejercía, por delegación del sultán, todos sus poderes, fundamentalmente el legislativo, que ejercía mediante el dahir (decreto). También era la máxima autoridad religiosa. Este gobierno dirigido por el jalifa recibía la denominación de Majzén y se encontraba dividida en departamentos, a modo de ministerios, coordinados por el gran visir. Los ministros eran el qadi al-qudat (jefe o juez de jueces), el Visir de los Habús o habices (patrimonio inalienable cuyas rentas se destinan a una obra o institución piadosa o religiosa), el amin al-amlak y el amin al-umana (ministro de Hacienda). Contaba con un consejo consultivo formado por dos representantes de cada una de las cinco regiones. El jalifa era elegido por el sultán de entre una dupla propuesta por el gobierno español. El primer jalifa era Mohammed Mehedi Uld Ben Ismael. Ismael era hermano del sultán Hassan I y luego el sultán Hassan I era el tío abuelo del segundo jalifa. El primer jalifa tomó posesión de su cargo en Tetuán el 27 de abril de 1913. Solo dos jalifas ocuparon el cargo hasta la independencia de Marruecos, el ya citado Muley el Mehdi (entre 1913 y 1923) y su hijo Muley el Hassán bin el Mehdi (que asumió a los trece años, «reinando» entre 1925 y 1941 y más tarde entre 1945 y 1956).

### El Alto Comisariado

Mapa del África colonial en 1939, antes de iniciarse la Segunda Guerra Mundial.

La administración española estaba dirigida por un alto comisario, una figura desarrollada a imagen y semejanza de los altos comisionados ingleses, formalmente acreditada ante el jalifa, como representante del sultán, pero de hecho la máxima autoridad en el Protectorado. La Alta Comisaría dirigía la acción política de España en el Protectorado, y de ella emanaban las órdenes e instrucciones. El alto comisario estaba asistido por diversas departamentos (Asuntos Indígenas, Fomento y Hacienda). Existía un interventor territorial en cada una de las regiones, representado directamente a la Delegación de Asuntos Indígenas. Subordinados a él existía un siguiente escalón, con interventores comarcales y, finalmente, interventores locales. El mantenimiento del orden estaba a cargo de los Regulares (fuerzas del ejército español con "indígenas" rifeños) y de la Policía Indígena. En el aspecto militar, el alto comisario estaba asistido por tres comandantes con sede en Ceuta, Melilla y Larache.

### Delegación de Asuntos Indígenas
Fue una delegación perteneciente a la Alta Comisaría que ejerció funciones administrativas a nivel local durante el Protectorado español en Marruecos. La organización administrativa, se dispuso, a nivel general, de este modo: Al Alto Comisario correspondía la dirección de la acción española en la totalidad de la zona y a su persona estaban subordinadas todas las autoridades (incluidas las militares). Entre sus actividades estaban las de intervenir los actos del jalifa, el régimen de las ciudades en las que los cónsules actuaban como interventores, dictar la política general y aprobar o dirigir, en su caso, las operaciones militares. Contaba como elementos auxiliares con las Delegaciones de Asuntos Indígenas, Fomento y Hacienda. A la de servicios Indígenas se le encomendaba la Secretaría General y el asesoramiento en todo lo referente a las relaciones con las cabilas, la inspección de la Administración de Justicia Islámica, las relaciones con la Jurisdicción Consular para protección de los naturales y con la jerifiana para todo lo relativo a inmuebles y a la reivindicación de los bienes habices, la inspección de escuelas y dispensiones sanitarios y las misiones españolas en labor educativa.
En Marruecos no existía con anterioridad ninguna organización que velara por la salud pública, salvo en Tánger, y las autoridades trataron de remediar esta deficiencia, creando en 1916 la Inspección de Sanidad, dentro de la Oficina de Asuntos Indígenas. Los tebib españoles tuvieron que vencer el recelo que los marroquíes sentían hacia sus curanderos y a los remedios caseros, realizando grandes campañas de vacunación que contribuyeron al prestigio del país protector. Junto a la acción sanitaria, la cultura era la otra asignatura pendiente para los marroquíes, ya que la enseñanza estaba estrechamente ligada a la religión y consistía en aprender de memoria el Corán, con lo que los alumnos conseguían el título de taleb, que los acreditaba a ampliar sus estudios en madrasas o enseñar en las mezquitas. Todas estas instituciones estaban en decadencia y los niveles culturales eran muy bajos. España encomendó, nuevamente la tarea de culturizar a la población, a la Delegación de Asuntos Indígenas, de la que dependía una Junta de Enseñanza que se creó el 3 de abril de 1913. Esta Junta nació con el propósito de formar al personal que habría de dedicarse a esa tarea y como instrumento para conocer la geografía, la literatura, la historia y el derecho marroquí. A estos efectos se organizó un Centro de estudios marroquíes en el Instituto Libre de las Carreras Diplomática y Consular y se crearon cátedras de árabe en algunas escuelas de comercio y una junta de árabe en la Junta de Ampliación de Estudios.
Posteriormente se crearon en Melilla y Ceuta negociados de Asuntos Indígenas que ejercían funciones de vigilancia, en cierto modo similares, en las comarcas ocupadas. En 1937, en plena guerra civil española, la organización territorial de Marruecos estaba a cargo del gobernador general de Territorio, un teniente coronel, responsable de los asuntos civiles y militares ante la Dirección General de Marruecos y colonias de la Presidencia del Gobierno.

### Organización territorial

Divisiones de la Zona Norte del Protectorado español, organizadas en regiones y cabilas y con las localidades más importantes.

Además de las capitales de cada territorio, existían en la zona norte del protectorado español una serie de localidades con cierta importancia. Estas eran, según el censo de 1935: Tetuán 49 622, Larache 32 010, Alcazarquivir 29 625, Arcila 6158, Xauen 6065, Villa Sanjurjo 4829, Villa Nador 4699. 
Además, durante la época del protectorado se crearon hasta ochenta nuevos pequeños núcleos urbanos propiamente dichos, entre ellos Zeluán, Monte Arruit, El Zaio, San Juan de las Minas, Cabo de Agua, Río Martín, Restinga, Malalién o Rincón del Medik.
| Región | Superficie (km²) | Capital                           |
| ------ | ---------------- | --------------------------------- |
| Lucus  | 3114             | Larache                           |
| Yebala | 3038             | Tetuán, capital del Protectorado  |
| Gomara | 3912             | Xauen                             |
| Rif    | 3475             | Villa Sanjurjo (actual Alhucemas) |
| Kert   | 6117             | Villa Nador (actual Nador)        |

En la zona sur la única localidad de alguna importancia era Cabo Juby (actual Tarfaya).

#### Datos geopolíticos de la Zona Norte

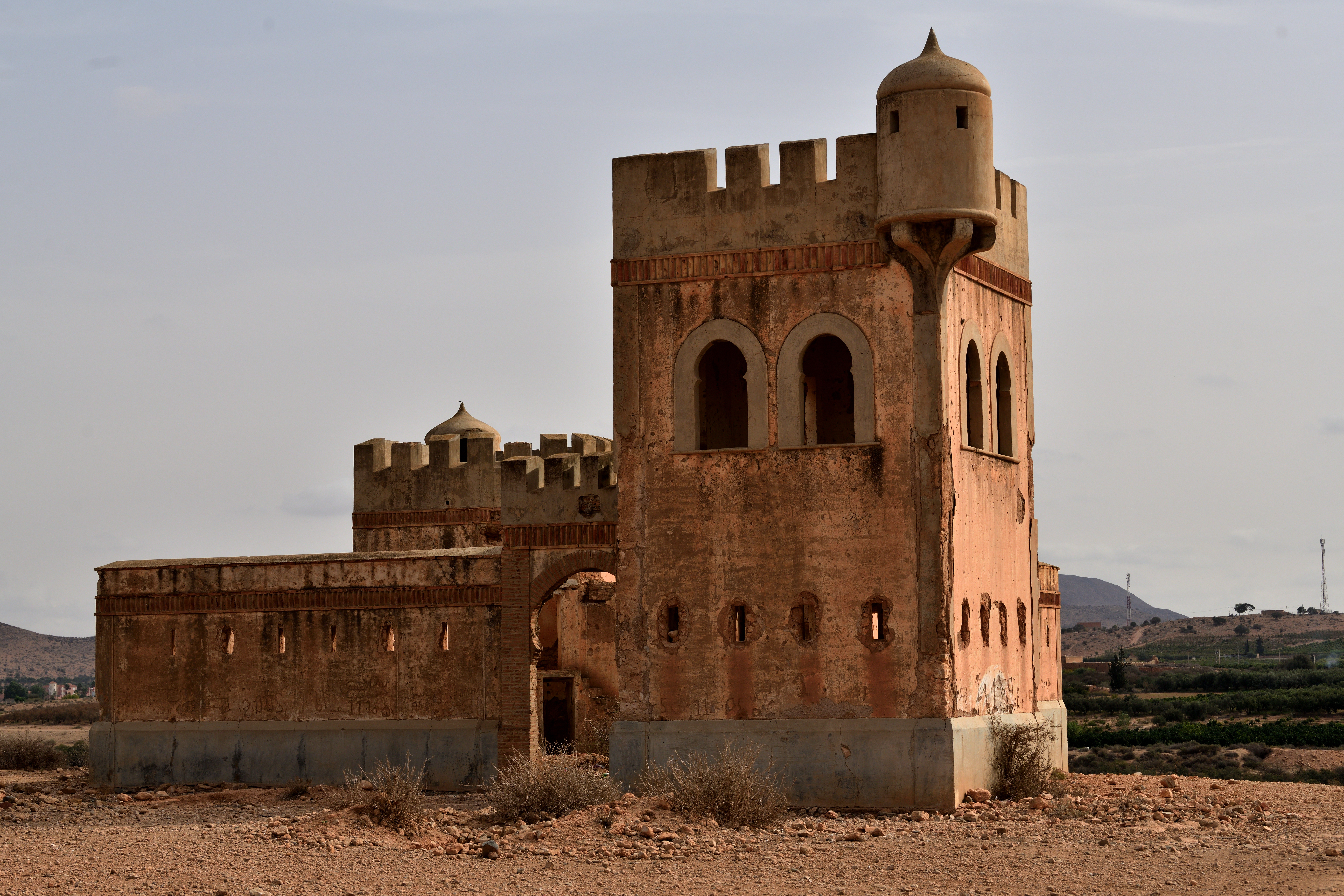
Fuerte Saf-Saf en estilo neo árabe (1922) en la frontera con el protectorado Francés en el río Muluya

- Límites: al norte con el mar Mediterráneo y los enclaves españoles, al oeste con el océano Atlántico y la zona internacional de la ciudad de Tánger, al sur y al este con el Protectorado francés de Marruecos.
- Superficie: 20 948 km², en los que las zonas montañosas y las áridas llanuras dejaban poco espacio para las tierras cultivables (alrededor del 14 % de la superficie total).

## Cultura

Mapa de 1920 de la "zona española en Marruecos", con imágenes de González Tablas, Berenguer y Silvestre. El mapa corresponde a la parte norte del protectorado asignado a España, puesto que no incluye Cabo Juby.

### Medios de comunicación
La historia de la prensa en el protectorado, se inicia ya en 1860, en la ciudad de Tetuán,  con el Eco de Tetuán fundado de por Pedro Antonio de Alarcón, que tras fusionarse con El Norte de África, pasaría a llamarse La Gaceta de África. Los periódicos más importantes editados en lengua española en el protectorado son los siguientes: en Chauen se edita desde 1920 El Eco de Chef Chauen, en el que colabora Tomás Borrás; En Larache se editaba desde 1925, El Heraldo de Marruecos; y en Tánger, si bien era zona internacional, se llegaron a editar El Porvenir, Diario de África y el diario España, cuya trayectoria va de 1938 a 1967.
No obstante se editaron otros muchos periódicos tales como:
- En Melilla: El Telegrama del Rif.
- En Tetuán: Marruecos, Diario de África, El Mediterráneo y El Norte de África.
- En Tánger: La Crónica, Democracia, Diario de Tánger, Presente, Tánger Gazette, y Aucomar.
- En Ketama: Mástil
- En Larache: Diario Marroquí, La Correspondencia de África, Diario de Larache y El Popular.[26]
- En Alhucemas: El Heraldo de Alhucemas.

### Deportes
En el ámbito del fútbol, hay que destacar que el Atlético Tetuán fue el único equipo del Protectorado en jugar —durante una sola temporada (1951/1952)— en la Primera División de España. Otros clubes que también alcanzaron categoría nacional (Tercera División) fueron el Larache CF, Alcázar de Alcazarquivir o el Pescadores de Alhucemas. Por otro lado, también son destacables otros clubes que, aunque fueron fundados en Tánger (que se encontraba fuera del Protectorado al ser Zona internacional), estuvieron muy destacados dentro del ámbito del Protectorado:
- Fútbol Club Iberia
- Unión Deportiva España
- Unión Deportiva Sevillana
- Escuela Hispano Árabe de Tánger, de muy corta existencia (1939-1943).
- Unión Tangerina
- Club Atlético Tetuán.